# Sindrome da obesità-ipoventilazione
La sindrome obesità-ipoventilazione, o sindrome di Pickwick, è un disturbo del sonno rientrante nella categoria delle ipoventilazioni alveolari centrali, è la combinazione dell'obesità severa, che causa un'apnea notturna di tipo ostruttivo, l'ipossia e l'ipercapnia in veglia.
Anche se la malattia risulta eponima, non ha il nome del primo medico che ha scoperto tale sindrome, bensì lo deve a un romanzo di Charles Dickens, Il Circolo Pickwick, del 1837: infatti, il nome sindrome di Pickwick "venne coniato dal famoso medico William Osler che probabilmente era un lettore di Charles Dickens. La descrizione di Joe, "il ragazzo grasso" nel romanzo di Dickens Il circolo Pickwick, è infatti una descrizione clinica accurata dell'OSAS nell'adulto".

## Ipercapnia
L'ipercapnia è l'aumento nel sangue dell'anidride carbonica (CO2). L'anidride carbonica è un prodotto di scarto dei processi metabolici cellulari. L'ipoventilazione deteriora durante il periodo di veglia gli scambi gassosi dell'individuo ma non riesce a spiegare da sola l'insorgenza dell'ipercapnia, neanche l'obesità della persona spiega tale fenomeno anche se la meccanica toracopolmonare viene danneggiata soprattutto in questi ultimi soggetti. Se non è un disturbo respiratorio potrebbe trattarsi di un'alterazione del controllo della ventilazione.

## Sintomatologia
I segni clinici vengono osservati durante la fase rem, dove vengono registrati episodi di lunga ipoventilazione, ipossiemia, ipercapnia, a volte ipertensione polmonare.

## Terapie
Il trattamento che si richiede è di tipo ventilatorio sostitutivo.